# Željko Jandroković
Željko Jandroković (Bjelovar, 9. srpnja 1942. - Bjelovar, 3. lipnja 2010.) - nekadašnji hrvatski i jugoslavenski rukometaš, europski klupski prvak, reprezentativac. Poznat je po nadimku Zec.
Rođen je u Bjelovaru, 9. srpnja 1942. godine. Njegov otac Mihael bavio se trgovinom. Za RK "Partizan" Bjelovar počeo je trenirati već s 13 godina 1955. godine. Igrao je na poziciji srednjeg vanjskog. Njegov brat Zvonko Jandroković također je bio uspješan rukometaš istoga kluba na poziciji vratara. Zvonko je otac političara i predsjednika Hrvatskog sabora Gordana Jandrokovića koji se također bavio rukometom i igrao za hrvatsku omladinsku reprezentaciju na poziciji srednjeg vanjskog.
U razdoblju od 1967. do 1972. Željko Jandroković osvojio je s klubom pet naslova prvaka Jugoslavije. Najveće dostignuće bilo je osvajanje Europskog kupa prvaka 1972. godine nakon pobjede protiv Gummersbacha u Dortmundu pred njihovom domaćom publikom. Željko Jandroković je usprkos bolovima u nozi tada postigao 2 zgoditka. Sljedeće godine izgubili su u finalu Europskog kupa prvaka.
Za rukometnu reprezentaciju Jugoslavije prvi put je nastupio protiv reprezentacije Mađarske u Budimpešti 24. rujna 1961. godine. U dresu reprezentacije nastupio je pet puta i postigao osam zgoditaka.
Poslije rukometne karijere bavio se ugostiteljstvom. U Bjelovaru je bio vlasnik caffe-bara "19:14" (rezultat finalne utakmice kada je s RK "Partizanom" Bjelovar postao klupski prvak Europe) i noćnog kluba "7" (broj na dresu za vrijeme karijere).
Naslikan je na muralu na zidu kraj Dvorane europskih prvaka u Bjelovaru, zajedno s ostalim kolegama rukometašima koji su postali europski klupski prvaci 1972. godine.